# ماغي بير
ماغي بير (بالإنجليزية: Maggie Beer)‏ هي طاهية أسترالية، ولدت في 19 يناير 1945 في سيدني في أستراليا.